# Robert Weiss
Robert Weiss (Baden, Áustria, 21 de abril de 1920 - KIA, 29 de dezembro de 1944, Lingen, Alemanha) foi um piloto alemão da Luftwaffe durante a Segunda Guerra Mundial. Voou 471 missões de combate, nas quais abateu 121 aeronaves inimigas, o que fez dele um ás da aviação. 26 das suas vitórias foram alcançadas na Frente Ocidental, e ao longo da sua carreira abateu 40 aviões Ilyushin Il-2 Sturmovik, 12 caças Supermarine Spitfire e cinco P-38 Lightning. Participou nas campanhas da Luftwaffe no Canal da Mancha, na Frente Oriental e na Defesa do Reich.

## Condecorações
- Troféu de Honra da Luftwaffe (Ehrenpokal der Luftwaffe) a 8 de maio de 1943 como Oberleutnant e piloto[2]
- Cruz de Ferro (1939):  2ª classe (Agosto de 1940) e 1ª classe (5 de dezembro de 1941)[3]
- Cruz Germânica em ouro no dia 12 de Julho de 1943 como Oberleutnant na JG 54[4]
- Cruz de Cavaleiro da Cruz de Ferro
  - Cruz de Cavaleiro no dia 26 de março de 1944 como Oberleutnant e Staffelkapitän no IV./Jagdgeschwader 54.[5]
  - Folhas de Carvalho no dia 12 de março de 1945 Hauptmann a Gruppenkommandeur no III./JG 54[5][6]